# 케이 아이비
케이 아이비(Kay Ellen Ivey, 1944년 10월 5일 ~ )은 미국의 정치인으로 제54대 앨라배마주 주지사이다.

## 학력
- 오번 대학교 학사

## 경력
- 2003.01 ~ 2011.01 제38대 앨라배마주 재무장관
- 2017.01 ~ 2017.04 제30대 앨라배마 부지사
- 2017.04 ~ 2027.01 제54대 앨라배마 주지사

## 역대 선거 결과
| 선거명      | 직책명            | 대수 | 정당   | 득표율 | 득표수      | 결과 | 당락                     |
| ----------- | ----------------- | ---- | ------ | ------ | ----------- | ---- | ------------------------ |
| 2002년 선거 | 앨라배마 재무장관 | 38대 | 공화당 | 50.77% | 660,873표   | 1위  | 앨라배마주 재무장관 당선 |
| 2006년 선거 | 앨라배마 재무장관 | 38대 | 공화당 | 60.55% | 724,861표   | 1위  | 앨라배마주 재무장관 당선 |
| 2010년 선거 | 앨라배마 부지사   | 30대 | 공화당 | 51.47% | 764,112표   | 1위  | 앨라배마 부지사 당선     |
| 2014년 선거 | 앨라배마 부지사   | 30대 | 공화당 | 63.23% | 738,090표   | 1위  | 앨라배마 부지사 당선     |
| 2018년 선거 | 앨라배마 주지사   | 54대 | 공화당 | 59.46% | 1,022,457표 | 1위  | 앨라배마 주지사 당선     |
| 2022년 선거 | 앨라배마 주지사   | 54대 | 공화당 | 66.93% | 944,845표   | 1위  | 앨라배마 주지사 당선     |